# Eggerstanden
Eggerstanden ist eine Ortschaft und eine Streusiedlung im Bezirk Schwende-Rüte im Kanton Appenzell Innerrhoden in der Ostschweiz.
Eggerstanden liegt nördlich der Kantonsstrasse Appenzell–Oberriet und besteht nebst Wohnhäusern aus einer Kapelle, einem Schul- und einem Wirtshaus.

## Geschichte

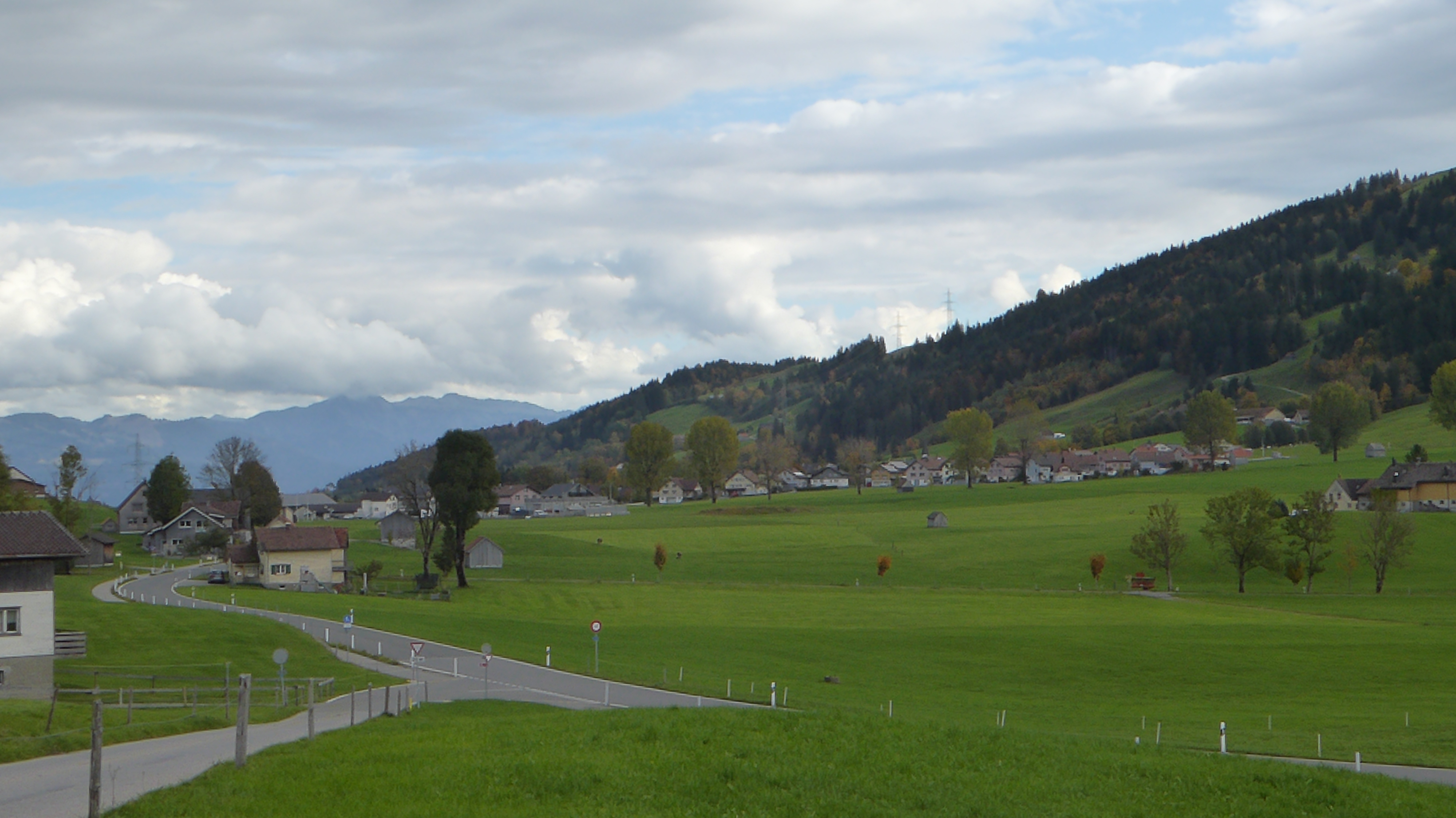
Blick von Westen auf Eggerstanden

1459 in einer Chronik erstmals erwähnt, 1524 ältester urkundlicher Beleg in Eggerstainen, 1535 in Ergerstanden. Der Name leitet sich her von mittelhochdeutsch egerde, egerte, sinnverwandt mit Brachland, unfruchtbares Land, und von Stand (Schiessstand ?). Aus einem 1515 genannten Bildstock entwickelte sich das kirchliche Zentrum von Eggerstanden. Vorerst bestand nur eine kleine Kapelle. 1722 bis 1732 wurde ein barockes Josefskirchlein erbaut. 1901 bis 1903 errichtete August Hardegger als Ersatz eine neue Kirche, die 1971 einem Neubau wich. Kirchlich bildet Eggerstanden seit 1727 eine Filialkuratie von Appenzell mit eigener Kirchenverwaltung. Die im 19. Jahrhundert entstandene Schulgemeinde Eggerstanden umfasste 1998 116 Kinder. In der landwirtschaftlich dominierten Einzelhofsiedlung sind seit den 1970er Jahren auch Gewerbebetriebe ansässig. Bis 2022 gehörte Eggerstanden zum Bezirk Rüte.

## Pfarrkirche St. Josef
Um  1500  wurde  eine  kleine  Kapelle und 1643 deren Patron St. Joseph erwähnt. 1722 beschlossen die Eggerstandner, eine grössere Kapelle zu bauen, die 1725 erstmals benutzt werden konnte. 1727 nahm der erste Kurat seine Tätigkeit auf. 1750 erhielt Eggerstanden das Taufrecht, 1951 einen Friedhof. Gegen Ende des 19. Jahrhunderts war die 150 Personen fassende Kirche zu klein geworden. Sie wurde im Frühjahr 1901 abgebrochen und durch einen neuromanische Bau von Architekt August Hardegger ersetzt, die 1903 geweiht wurde.
Das billig gebaute Bauwerk war bald baufällig. 1971 beschloss die Kirchhöri den Abbruch der Kirche und einen Neubau durch Ferdinand Filippi. Eine gosszügige Donatorin war die aus Eggerstanden stammende Unternehmerin Maria Antonia Räss. 1973 erfolgte die Einweihung. Der Zentralbau der Kirche nimmt die Form des Landschaftshintergrundes auf, die frei stehenden Pyramide des Glockenturmes die Tanne ihrer Wälder. 1986 konnte eine aus einem Zürcher Haushalt stammende Orgel eingebaut werden.

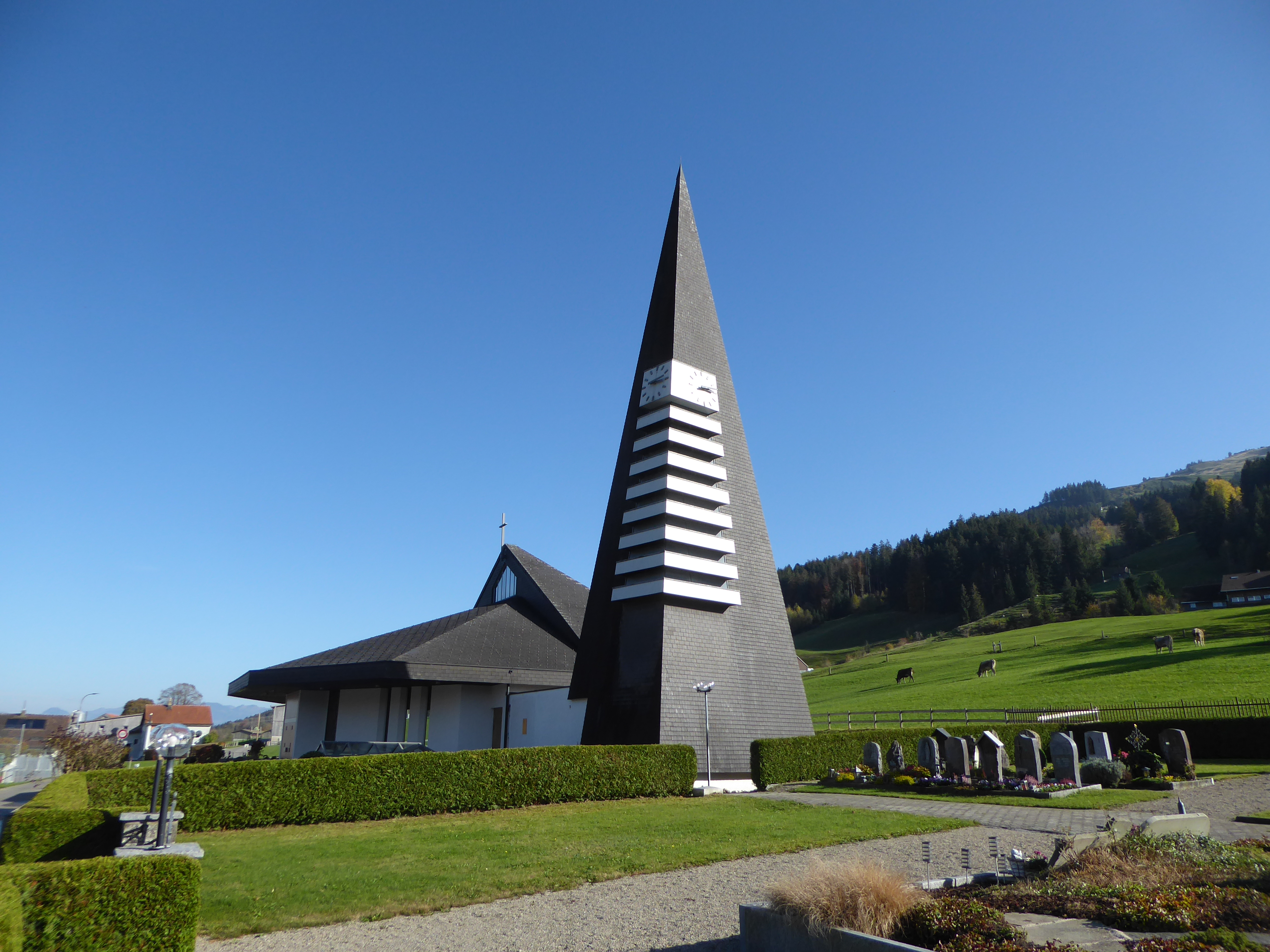
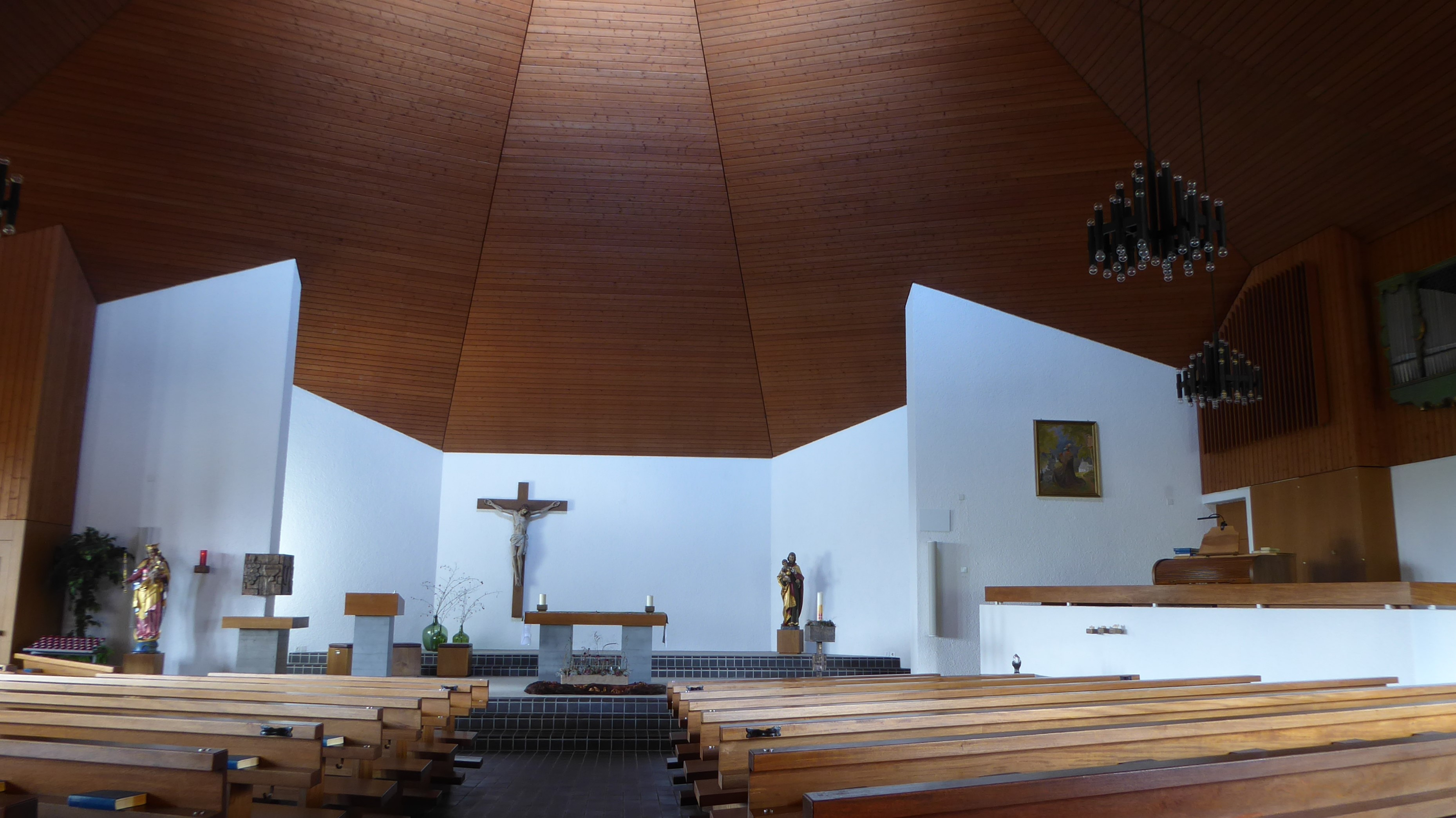
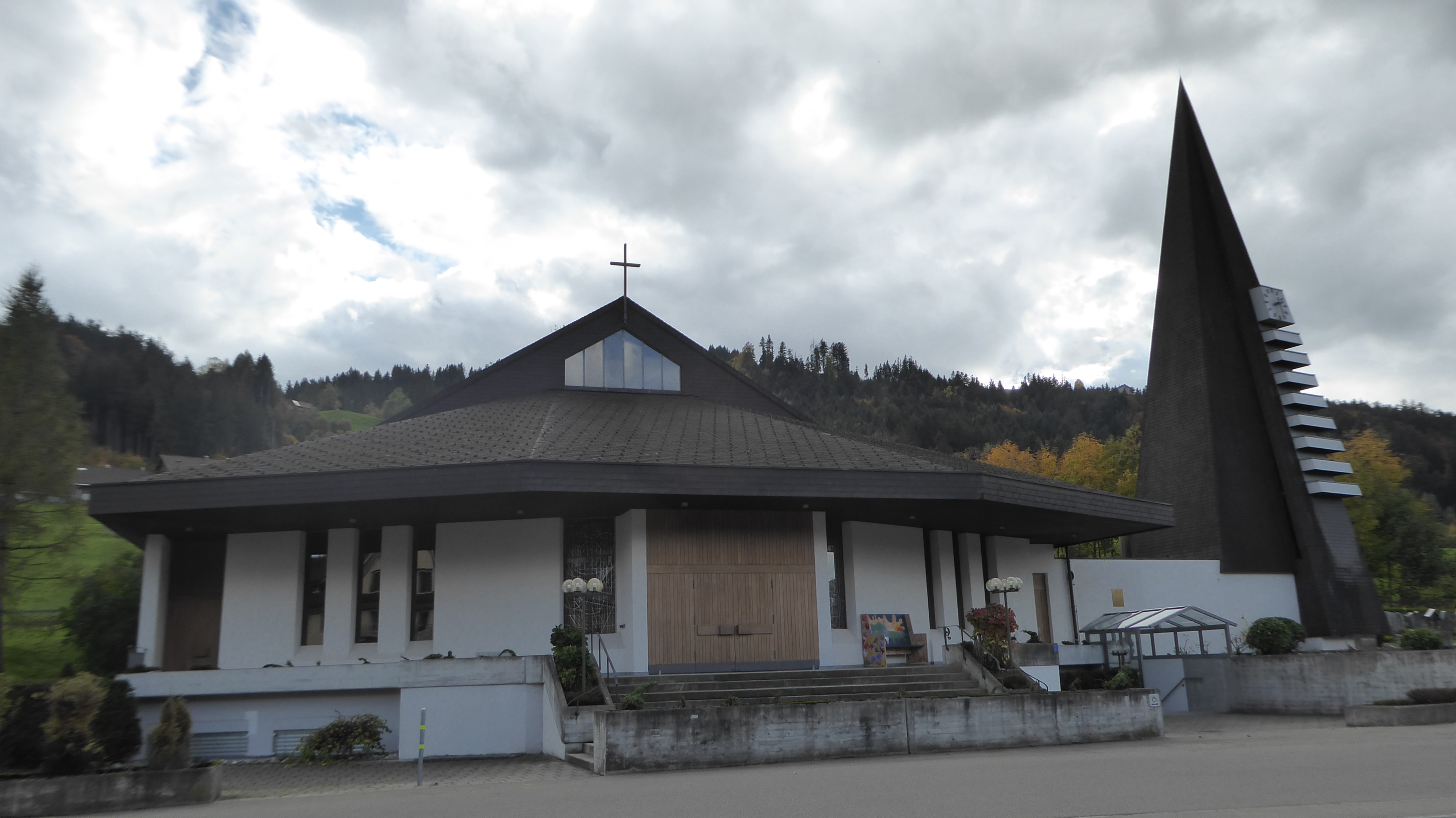

## Verkehr
Eggerstanden liegt unweit der Strasse Appenzell–Oberriet. Im öffentlichen Verkehr wird Eggerstanden von der Postautolinie Eggerstanden–Appenzell–Teufen bedient.

## Persönlichkeiten
- Maria Antonia Räss (1893–1980), Stickerei-Unternehmerin